# Joan Dameto i Cotoner
Joan Dameto i Cotoner (Palma, 1554-1633) va ser un historiador mallorquí.
Era fill d'Albert Dameto i Descatllar, senyor de Bellpuig. Va ingressar a la Companyia de Jesús el 1602 i va ser destinat a Barcelona, Calataiud i Saragossa; després va abandonar l'orde el 1614 i va decidir tornar a Mallorca. Després va estar viatjant per França i Itàlia. El 1621 es va doctorar en dret i el 1631 va ser nomenat cronista general del regne de Mallorca pel Gran i General Consell. Durant aquest període va escriure la seva Historia general del reino baleárico en dos volums, però d'aquesta obra només en va arribar a publicar el primer volum el 1632 i l'original del segon es va perdre. La part impresa d'aquesta crònica arriba a la mort de Jaume II i es va basar en bona part en la Història general del Regne de Mallorca de Joan Binimelis. Aquesta obra va ser continuada més tard per Vicenç Mut fins a mitjan segle xvii i Jeroni Alemany, i reeditades totes el 1840. D'altra banda, el 1612 també va escriure una Vida de sant Ènnec, patró de Calataiud, i va deixar escrits uns Discursos morales inèdits, en vers i prosa, sobre la rivalitat dels Canamunt i Canavall.